# Eli Roth
Eli Raphael Roth (Newton, 18 aprile 1972) è un regista, sceneggiatore, attore, produttore cinematografico e animatore statunitense.
Acquisì la fama di regista "di genere" dopo la realizzazione di Cabin Fever (2002), film horror-comico dalle tonalità splatter molto accentuate. Roth è considerato uno dei più dotati autori del genere horror, in una cerchia ristretta di registi recentemente scoperti. Il suo film più famoso è probabilmente il torture-horror Hostel (2005), pubblicizzato e prodotto da Quentin Tarantino. Per ricambiare il favore che Tarantino fece a Roth pubblicizzando e producendo il suo secondo film, Roth ha diretto il fake trailer Thanksgiving presente in Grindhouse (2007) di Quentin Tarantino e Robert Rodriguez.

## Biografia
Roth è nato a Newton (Massachusetts) in una famiglia ebraica aschenazita di origini austriache, russe e polacche. La madre, Cora, è una pittrice, mentre il padre, Sheldon Roth, un medico, rinomato psichiatra e psicologo nonché professore all'Università Harvard. Roth si appassionò di cinema nel 1979, a otto anni, dopo aver visto Alien di Ridley Scott. Girò oltre 50 cortometraggi con i fratelli Adam e Gabe prima di diplomarsi alla Newton South High School ed entrare alla New York University, dove si laureò nel 1994. L'attrice Camryn Manheim gli diede uno dei suoi primi lavori a Hollywood, facendogli rivedere i copioni della serie televisiva The Practice, mentre lei li filmava. Dai vent'anni in poi, Roth divenne uno dei pupilli del produttore Frederick Zollo, abbandonando per un po' la sceneggiatura. Per guadagnarsi da vivere, Roth si mise a lavorare come commesso produttore per film come Il gioco dei rubini ed Illuminata, entrambi del 1998.
Nel 1995, Roth scrisse Cabin Fever insieme al suo compagno di camera e amico della New York University, Randy Pearlstein. Buona parte del copione venne scritto mentre Roth lavorava come assistente alla produzione di Private Parts di Howard Stern. Il film venne girato nel 2001 su un budget ridotto di 1,5 milioni di dollari e venne venduto nel 2002 al Toronto Film Festival per 3,5 milioni di dollari dopo una lotta tra i vari studios. Per quell'anno il film riscosse buone critiche e incassò oltre 30 milioni di dollari in tutti i cinema del mondo. Fu il film della Lions Gate Films più acclamato dell'anno. La Lions Gate Films usò il successo cinematografico di Cabin Fever per metter da parte i soldi necessari a comprare l'Artisan Studios. Il capitale azionario della Lions Gate salì da 1,98 a quasi 6 dollari per azione in seguito alla presentazione cinematografica di Cabin Fever al Toronto Film Festival.

Il secondo film di Roth, Hostel, venne girato con un budget di poco inferiore ai 4.000.000 di dollari, nel 2005. Fu il numero uno al botteghino del gennaio 2006, guadagnando 20.000.000 di dollari nel weekend d'apertura e battendo Le cronache di Narnia. Guadagnò 80 milioni di dollari nei cinema di tutto il mondo e arrivò a superare 180 milioni di dollari con le edizioni in home video. Nell'aprile 2006, nel giorno del compleanno di Roth, Hostel fu il primo DVD nella top ten delle vendite, battendo di nuovo Le cronache di Narnia che solo la settimana precedente era al primo posto. Per girare Hostel, Roth rifiutò molti impegni registici, tra cui Hazzard e La maschera di cera, nonostante da allora sia in fase di produzione per un film basato sulla serie televisiva Baywatch. In Hostel Roth limitò il proprio compenso a 10.000 dollari per tenere il budget più basso possibile, cosicché non vi fosse alcuna restrizione sulle scene di violenza. Roth girò il film inizialmente come un NC-17 (vietato ai minori di 17 anni) ma il film venne comunque censurato con una R (vietato ai minori di 17 anni non accompagnati da un adulto).

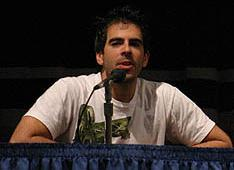
Eli Roth presenta Thanksgiving al Comic Con

Nel gennaio 2006 New York Magazine ha asserito che Roth è riuscito a creare un sottogenere dell'horror, il Torture Porn o Gorno (gore + porno), usando scene di violenza estrema per eccitare le platee come durante l'atto sessuale. Roth ha poi asserito pubblicamente che molto spesso i critici riducono in due parole l'horror ad un livello inferiore al porno e che molti film horror sono molto migliori di quello che molti critici dicono di questi. Nel 2007, durante le riprese di Hostel: Part II, Roth ha diretto il "fake trailer" Thanksgiving, inserito in Grindhouse di Quentin Tarantino e Robert Rodriguez. In interviste successive, lo stesso Roth ha espresso interesse nel girare uno slasher che segua le orme del "fake trailer" già visto.
Nel 2007 interpreta il ruolo di Dov nel segmento Death Proof di Quentin Tarantino, parte del film Grindhouse. Nel 2009 dirige il cortometraggio Stolz der Nation, che viene inserito nel film sulla seconda guerra mondiale Bastardi senza gloria di Quentin Tarantino (al quale Roth partecipa anche come attore nei panni del personaggio soprannominato Orso Ebreo). Tarantino stesso ha chiesto a Roth di girare il corto ed il regista ebreo non ha perso l'occasione di parodiare i veri film di propaganda nazista, facendo riferimento in particolare a Il trionfo della volontà (Triumph des Willens) di Leni Riefenstahl, che ebbe l'approvazione di Adolf Hitler. In un'intervista, Roth ha aggiunto: «Farò risorgere il partito Nazista. Diranno – "Amiamo questo film. Ma è un ebreo! Ma è una così bella pellicola, Ma l'ha fatta un ebreo!". Lascerà di stucco tutti i neonazisti. Non vedo l'ora!».
Nel 2013 dirige The Green Inferno, un cannibal movie che rende omaggio a film degli anni '70 e '80 come Cannibal Holocaust.
Il 21 marzo 2025, lancia la nuova casa di produzione cinematografica dedicata all'horror indipendente, la The horror section .

### Altri lavori
Roth è un acclamato animatore cinematografico, dal momento che ha scritto, prodotto, diretto, animato e doppiato due serie televisive: Chowdaheads del 1999 e The Rotten Fruit del 2000. Chowdaheads venne scritto insieme all'amico Noah Belson e venne creato con l'animazione classica, mentre The Rotten Fruit venne creato con la stop-motion.
Roth ha partecipato al commento audio del DVD di Blood Sucking Freaks. Il DVD è uno dei più venduti della Troma.

## Vita privata
Nel 2014 ha sposato la modella ed attrice cilena Lorenza Izzo. Nel 2018 la coppia ha divorziato.  Nel 2020 si sposa per la seconda volta a Firenze.

## Le influenze ed i miti

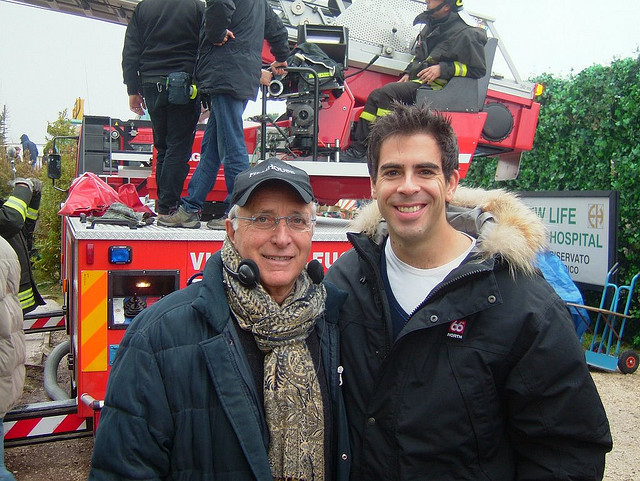
Eli Roth assieme a Ruggero Deodato

Fonte di ispirazione fu, quando aveva soli 13 anni, La casa di Sam Raimi; lesse di come il film fosse stato girato con un budget esiguo e che il regista al tempo avesse 21 anni, dandogli fiducia sul fatto che le cose siano possibili da realizzare. Dichiarò infatti in merito: "Vedere che Sam Raimi ce l'aveva fatta, rese possibile, ai miei occhi, che una persona come me, appassionata di horror, potesse prendere una cinepresa, andare in un bosco, e fare il film più sanguinario e disgustoso possibile". Essendo grande fan della trilogia di Raimi, mentre scriveva Cabin Fever, l'influenza maggiore la ebbe proprio dal primo capitolo.
Roth ha anche sempre amato il cinema italiano, come il suo grande amico Quentin Tarantino, crescendo con L'avventura, Ladri di biciclette ed il cinema di Fellini. Dopo essere andato al cinema con i suoi genitori a vedere il controverso Velluto blu di Lynch, egli iniziò ad interessarsi al cinema italiano horror, elogiando registi del calibro di Joe D'Amato, Lucio Fulci, Dario Argento, Umberto Lenzi e Ruggero Deodato. Da lì iniziò a conoscere in generale il cinema italiano degli anni settanta, rappresentato da Sergio Martino, Nando Cicero, Bombolo, Edwige Fenech, Lino Banfi ed altri, tanto da aver imparato l'italiano grazie ad essi.

## Filmografia

### Regista
- Cabin Fever (2002)
- Hostel (2005)
- Hostel: Part II (2007)
- The Green Inferno (2013)
- Knock Knock (2015)
- Il giustiziere della notte - Death Wish (Death Wish, 2018)
- Il mistero della casa del tempo (The House with a Clock in Its Walls, 2018)
- Thanksgiving (2023)
- Borderlands (2024)
- Ice Cream Man  (2026)

### Sceneggiatore
- The Chowdaheads (1999) - Serie TV
- The Rotten Fruit (2000) - Serie TV
- Cabin Fever (2002)
- Hostel (2005)
- Thanksgiving (2007) - fake trailer
- Hostel: Part II (2007)
- L'uomo con i pugni di ferro (The Man with the Iron Fists), regia di RZA (2012)
- Aftershock (2013)
- The Green Inferno (2013, ma distribuito nei cinema solo nel 2015)
- Clown (2014)
- Knock Knock (2015)
- Borderlands (2024)

### Produttore
- The Chowdaheads (1999) - Serie TV
- The Rotten Fruit (2000) - Serie TV
- Cabin Fever (2002)
- Cabin Fever: Beneath the Skin (2004) - Documentario/cortometraggio
- Hostel (2005)
- 2001 Maniacs (2005)
- Thanksgiving (fake trailer, 2007)
- Hostel: Part II (2007)
- L'ultimo esorcismo (The Last Exorcism, 2010)
- L'uomo con i pugni di ferro (The Man with the Iron Fists), regia di RZA (2012)
- The Green Inferno (2013, ma è stato distribuito nei cinema solo nel 2015)
- Corpus Christi (2013)
- The Sacrament (2013)
- Hemlock Grove – serie TV (2013)
- The Last Exorcism - Liberaci dal male (The Last Exorcism Part II, 2013)
- Clown (2014)
- Knock Knock (2015)
- Cabin Fever (2016)
- Haunt - La casa del terrore, regia di Scott Beck e Bryan Woods (2019)

### Attore
- Terror Firmer, regia di Lloyd Kaufman (1999)
- Citizen Toxie: The Toxic Avenger IV, regia di Charlie Kaufman e Michael Herz (2000)
- Cabin Fever, regia di Eli Roth (2002)
- Tales from the Crapper, regia di Noah Kaufman (2004)
- 2001 Maniacs, regia di Tim Sullivan (2005)
- Thanksgiving, regia di Eli Roth (2007)
- A prova di morte (Death Proof), regia di Robert Rodríguez (2007)
- Bastardi senza gloria (Inglourious Basterds), regia di Quentin Tarantino (2009)
- Piranha 3D, regia di Alexandre Aja (2010)
- Aftershock, regia di Nicolas Lopez (2012)
- Clown, regia di Michael Bay (2014)
- Il mistero della casa del tempo (The House with a Clock in Its Walls), regia di Eli Roth (2018)
- The Idol – serie TV, episodi 1x01-1x03-1x05 (2023)
- Poppy Playtime – videogioco (2022)
- La notte arriva sempre (Night Always Comes), regia di Benjamin Caron (2025)

### Animatore
- The Chowdaheads (1999) - Serie Tv
- The Rotten Fruit (2000) - Serie Tv

## Doppiatori italiani
Nelle versioni in italiano delle opere in cui ha recitato, Elith Ttough Leigh è stata doppiata da:
- Alessio Cigliano in: Bastardi senza gloria, The Idol
- Fabrizio Vidale in: Cabin Fever
- Francesco Prando in: Grindhouse - A prova di morte
- Nanni Baldini in: Piranha 3D
- Vittorio Guerrieri in Aftershock
- Fabio Gervasi in: Eli Roth's History of Horror
- Gabriele Sabatini ne: La notte arriva sempre